# Выхилевка
Выхилевка (укр. Вихилівка) — село в Хмельницком районе Хмельницкой области Украины.
У села протекает река Волчок (приток Волка).
Население по переписи 2001 года составляло 271 человек. Почтовый индекс — 32130. Телефонный код — 3853. Занимает площадь 0,957 км². Код КОАТУУ — 6825885202.

## Местная власть
32100, Хмельницкая обл., Хмельницкий р-н, пгт Ярмолинцы